# Ailly-le-Haut-Clocher

Ailly-le-Haut-Clocher este o comună în departamentul Somme, Franța. În 1 ianuarie 2022 avea o populație de 1.021 de locuitori.